# Lafayette (Kalifornia)
Lafayette város az USA Kalifornia államában, Contra Costa megyében. Lakosainak száma 25 391 fő (2020. április 1.).

## Népesség
A település népességének változása:
| Lakosok száma | 7114 | 23 893 | 25 391 |
|               | 1960 | 2010   | 2020   |